# Nurhaci
Nurhaci (13 september 1559 - 30 september 1626) was de grondlegger van de Mantsjoe-staat die in 1636 door zijn zoon Hong Taiji werd uitgeroepen. Nurhaci was aanvankelijk de leider van de Aisin Gioro, een van de vele clans die in de zestiende eeuw in het gebied ten noordoosten van het rijk van de Chinese Ming-dynastie leefden. Nurhaci begon zijn militaire carrière in 1583 met een clan van slechts een paar honderd man in een confederatie met die van zijn oudste zoon Cuyeng en broer Shurhaci. Vanaf het eind van de zestiende eeuw wist Nurhaci door veroveringen en het sluiten van allianties de dominante leider te worden van de overige stammen van de Jurchen en anderen die woonden in wat nu aangeduid wordt als Mantsjoerije.
Aisin betekent goud en wordt in het Chinese schrift geschreven met het karakter Jin. Dat was de dynastieke naam van de Jurchen die als de Jin-dynastie tussen 1115 en 1260 het noorden van China hadden beheerst. De clan claimde van die dynastie af te stammen. De clan werd eerst Aisin Guren genoemd. Guren kan in het Jurchen staat, stam, volk of hof betekenen afhankelijk van context en omstandigheden. 

## Het vendelsysteem
Personen en groepen in dit deel van het huidige China werden in die periode niet ingedeeld op basis van vermeende etniciteit, maar veel meer op basis van levensstijl, loyaliteit en taal. Han-Chinezen die het gezag van Nurhaci accepteerden, levensstijl en taal overnamen konden onderdeel van de Jurchen-identiteit worden. Hetzelfde gold voor Mongolen in de gebieden die in het westen aan Mantsjoerije grensden. Ook transities van Jurchen naar Chinees kwamen voor.
Een van de belangrijkste stappen voor latere veroveringen werd door Nurhaci gelegd door het creëren van een vendelsysteem. In 1601 werd de basis daarvan gevormd. Iedere vendel was een militaire eenheid, maar daarnaast ook een woongebied en een eenheid voor economische productie. Met een vendel werden niet alleen de militairen bedoeld, maar ook de groepen personen die van hen afhankelijk waren. 
Er waren oorspronkelijk vier vendels. In 1616 werden de Acht Vendels gecreëerd. Uiteindelijk waren er daarnaast nog acht Mongoolse vendels en acht Chinese vendels. In de praktijk was er wel een zekere etnische homogeniteit, maar in iedere vendel waren er Chinese, Mongoolse en Mantsjoe bataljons. Op het niveau van de vendels werden dus meerdere etnische identiteiten in zekere mate geïntegreerd. De vendels creëerden nieuwe vormen van loyaliteit, die de vroegere van familie- en stamverbanden oversteeg.
De vendels zouden na de verovering van China tot diep in de achttiende eeuw een belangrijke pijler blijven van de organisatie van het Qing-rijk in China. 

## Pogingen tot centralisatie

Het rijk van de Ming-dynastie eind zestiende eeuw

In 1621 had Nurhaci de verovering van Liaoning afgerond en van Shenyang zijn hoofdstad gemaakt
In 1616 had hij zijn dynastie hernoemd als de Latere Jin en de titel van Khan van de khans aangenomen. Zijn eerste bondgenoten, zijn zoon Cuyeng en zijn broer Shurhaci had hij inmiddels laten vermoorden. 
Nurhaci streefde naar na de eerste veroveringen naar een meer gecentraliseerde machtsstructuur. Hij probeerde daarmee de macht van de aristocratie van de Jurchen te beperken. Hij gaf zijn vier resterende zonen de titel van Hosoi Beile ( Belangrijkste Hoofdman). Ook andere beile waren vrijwel altijd familieleden van Nurhaci of leiders van voor de verovering nog onafhankelijke stammen. Die controleerden hun eigen groepen en gevangenen, maar alle Han-Chinezen waren de uitsluitende verantwoordelijkheid van Nurhaci. 
Nurhaci creëerde een kanselarij. Daaronder waren mensen met een etnische achtergrond als Han of Mongool die echter van identiteit gewisseld waren en die van de Jurchen hadden overgenomen. Die schreven proclamaties in het Chinees en begonnen met het vertalen van klassieke Chinese teksten. Die kanselarij werd een van de belangrijkste instrumenten in het verder beperken van de macht van de beile.
In 1599 had Nurhaci de opdracht gegeven tot het creëren van een nieuw schriftsysteem, gebaseerd op het Mongoolse. Dat kreeg maar weinig toepassing. De verbinding tussen het gesproken en geschreven woord was gebrekkig door een discrepantie tussen het klinkersysteem van het Jurchen en dat van Mongools. Met name het Mongoolse schrift bleef gehanteerd worden als een literaire lingua franca. Pas in de periode van Hong Taiji werd dit schriftsysteem uitgebreid met een groot aantal diakritische tekens waardoor het mogelijk werd om de klanken van de gesproken taal om te zetten naar een schrift. Daardoor ontstond ook de taal die – later – Mantsjoe genoemd zou worden. 

## Stagnatie van de veroveringen

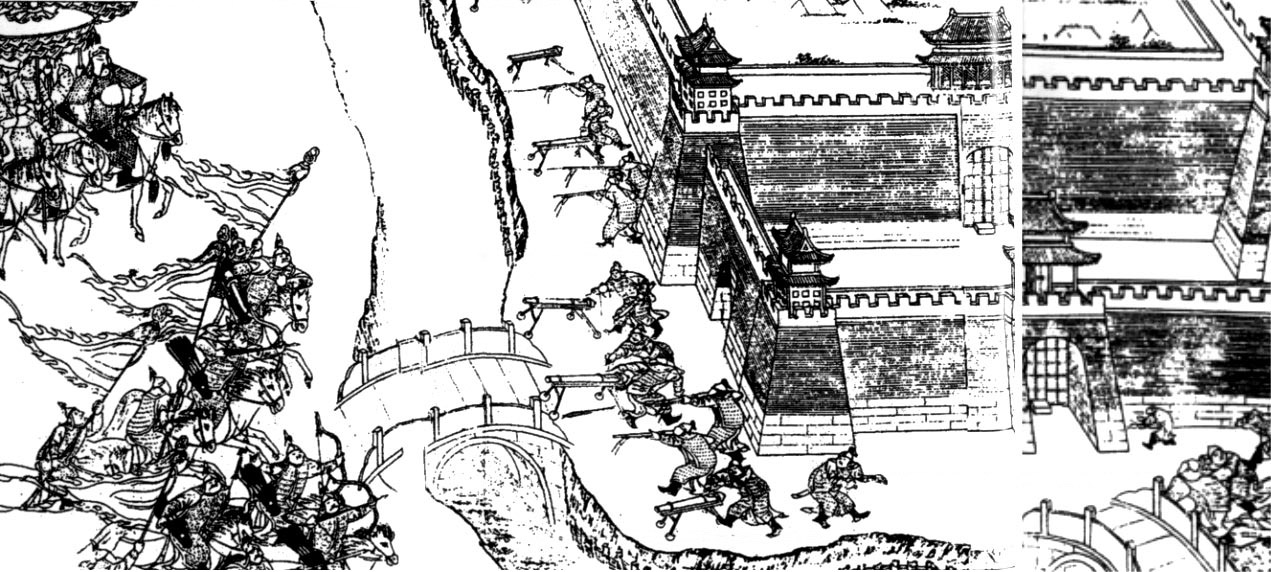
De verovering van Shenyang in 1621, de belangrijkste plaats van Liaoning

Na 1621 stokte het veroveringsproces. Dat had ook te maken met logistieke problemen op het gebied van voedselaanvoer. Er waren regelmatig situaties dat er onvoldoende voedsel was om zowel de eigen bevolking van de Jurchen alsook de legertroepen te voeden. Tot aan de inname van Peking in 1644 was er steeds een urgente vraag naar met name graan. In 1622 moest er een vorm van distributie ingesteld worden. In 1623 en 1625 waren er vormen van verzet van Chinezen, die hun levensstijl hadden behouden in het veroverde Liaoning.
In 1626 leed het Mantsjoe-leger een zware nederlaag tegen dat van de Ming, waarbij Nurhaci dodelijk gewond raakte. Om voldoende voedsel voor het leger te krijgen was buit van veroverde gebieden essentieel. Het stagneren van dat proces leidde tot de wens bij sommige stamleiders terug te keren naar de ´´goede oude dagen´´ van raids en plunderingen en het streven naar een staat en de verovering van China op te geven. De Mantsjoes waren in feite niet sterk genoeg om een plan voor directe en rechtstreekse verovering van China uit te voeren. Nurhaci werd opgevolgd door zijn zoon Hong Taiji.